# Kalanchoe dixoniana
Kalanchoe dixoniana ist eine Pflanzenart der Gattung Kalanchoe in der Familie der Dickblattgewächse (Crassulaceae).

## Beschreibung

### Vegetative Merkmale
Kalanchoe dixoniana ist eine vermutlich ausdauernde Pflanze. Der einfache, aufrechte, kräftige Trieb ist kahl. Die kahlen Laubblätter sind gestielt. Der dicke Blattstiel ist etwa 2,3 Millimeter lang. Die verkehrt eiförmige Blattspreite ist etwa 11 Zentimeter lang und 3,2 Zentimeter breit. Ihre Spitze ist stumpf, die Basis verschmälert. Der Blattrand ist leicht gekerbt.

### Generative Merkmale
Der wenig verzweigte Blütenstand ist ebensträußig und besitzt einen sehr kurzen Blütenstandsstiel. Die Blüten stehen an etwa 10 Millimeter langen Blütenstielen. Ihre fast glockenförmige, langhaarige Kelchröhre ist etwa 1,3 Millimeter lang. Die fast dreieckigen, spitzen, zugespitzten Kelchzipfel sind etwa 5,5 Millimeter lang und 2,5 Millimeter breit. Die weiße, etwas röhrige Kronröhre ist unterhalb ihrer Mitte erweitert und etwa 12 Millimeter lang. Ihre eiförmig-lanzettlichen, dornenspitzigen Kronzipfel weisen eine Länge von etwa 7,5 Millimeter auf und sind 2,2 Millimeter breit. Die Staubblätter sind oberhalb der Mitte der Kronröhre angeheftet und ragen aus der Blüte heraus. Die linealischen, ausgerandeten Nektarschüppchen weisen eine Länge von etwa 2,6 Millimeter auf und sind 0,6 Millimeter breit. Das eiförmig-lanzettliche Fruchtblatt weist eine Länge von etwa 8 Millimeter auf. Der Griffel ist etwa 2,3 Millimeter lang.

## Systematik und Verbreitung
Kalanchoe dixoniana ist in Thailand auf Felsen in Höhen von 1600 bis 1800 Metern verbreitet. 
Die Erstbeschreibung durch Raymond-Hamet wurde 1914 veröffentlicht.

## Nachweise